# Josef Kurz

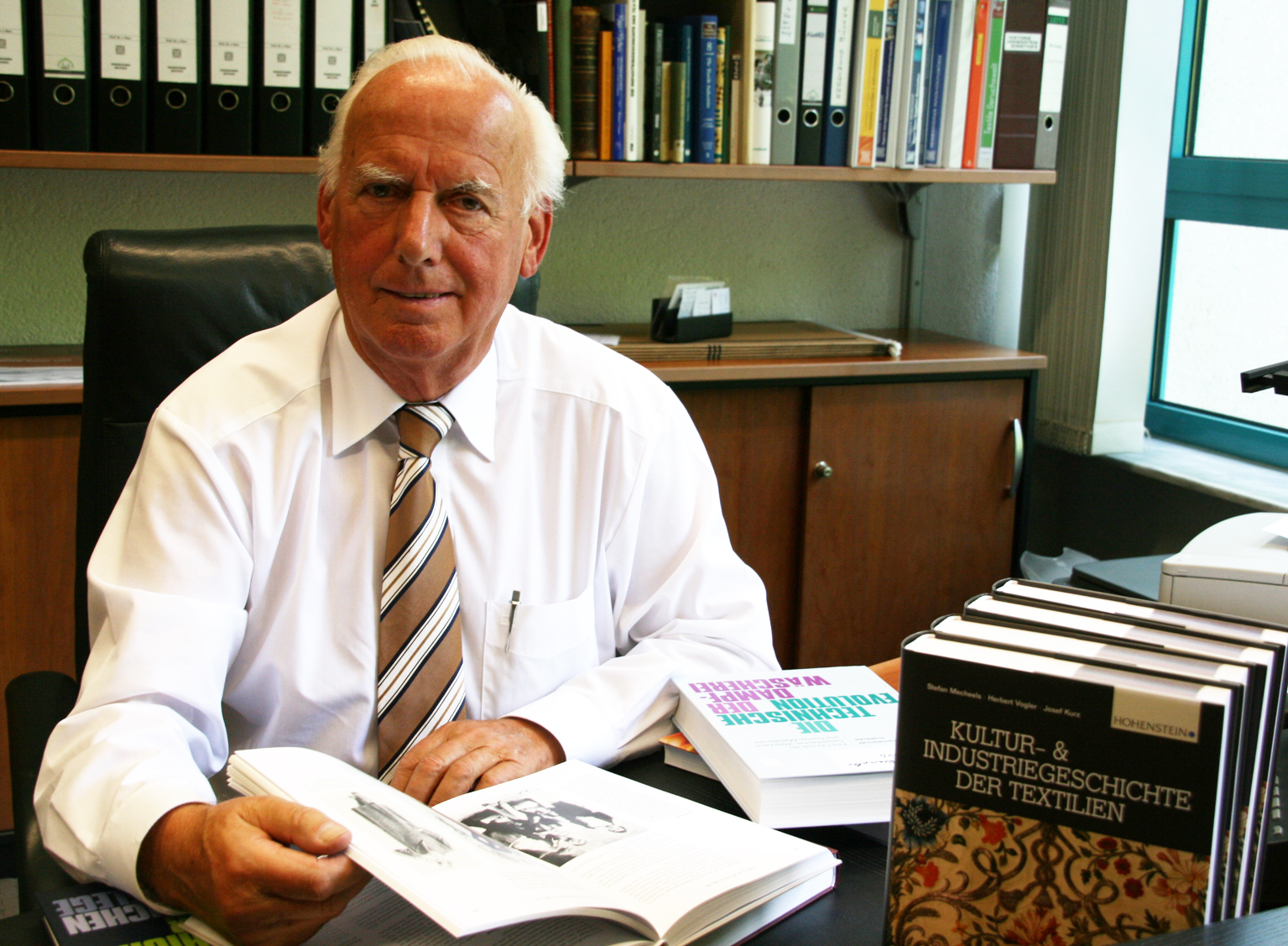
Josef Kurz (2009)

Josef Kurz (* 7. August 1934 in Illertissen, Deutschland; † 11. Dezember 2020) war ein deutscher Textilchemiker, internationaler Spezialist in den Bereichen Textilreinigung und gewerbliche Wäscherei sowie Autor.

## Leben
Nach einer Färberlehre und dem Studium der Textilchemie trat er 1957 als wissenschaftlicher Assistent am Forschungsinstitut Hohenstein ein. Zunächst befasste er sich mit Problemen der Farbmessung und Weißmetrik, dann wandte er sich der Lösemittelökologie und der Nachhaltigkeit von industriellen Reinigungsverfahren zu. 1965 erhielt er einen Lehrauftrag an der Technischen Akademie Hohenstein für die Gebiete Farbstoffchemie, Farbmetrik und Physikalische Chemie. Ab 1968 leitete Josef Kurz die Forschung und Entwicklung auf dem Gebiete der ökologischen Forschung in Hohenstein.
1970 wurde Kurz zum Wissenschaftlichen Leiter und Geschäftsführer der Forschungsvereinigung für Chemischreinigung (heute EFIT Europäische Forschungsvereinigung innovative Textilpflege e. V.) berufen. Im Rahmen der damit verbundenen internationalen Tätigkeit hielt er Vorträge und Workshops in Industrieländern. Die Mitglieder des International Drycleaning Research Committee wählten ihn 1985 zu ihrem Präsidenten. 
Die Gütegemeinschaft sachgemäße Wäschepflege e. V. übertrug Josef Kurz die Geschäftsführung der Organisation und beauftragte ihn mit der Durchführung der Forschungen auf dem Gebiet der industriellen Textilreinigung. Er verfasste etwa 130 Fachartikel, Monografien und Bücher. 
Als Wissenschaftler erhielt Kurz Gastprofessuren in Finnland, Kroatien und den USA. Ab 1998 war er Titularprofessor des Landes Baden-Württemberg und ab 2001 Ehrendoktor der Universität Liberec. Im Jahre 2000 gab Josef Kurz die operativen Aufgaben in Hohenstein ab, blieb jedoch stellvertretender Institutsleiter und befasste sich mit den globalen Strategien des Instituts.
Seine Tätigkeitsbereiche waren Textilchemie, Farbmetrik, Textilreinigung und  gewerbliche Wäscherei.

## Publikationen
- Grundlagen der Chemischreinigung, Baden-Baden 1964
- Farbmessung in der Veredelungsindustrie, Mönchengladbach 1967
- Rationalisierung in der Chemischreinigung, Gemmrigheim 1967
- Richtige Arbeitsplatzgestaltung und Entlohnung, Gemmrigheim 1968
- Betriebsabrechnung und Kalkulation in der Wäscherei, München 1968
- Die Praxis der Chemischreinigung, Gemmrigheim 1969
- Die Wäscherei – Theorie und Praxis moderner Betriebsführung, München 1969
- Pocket Book for the Drycleaner, Gemmrigheim 1969
- Guide de Teinturier-Nettoyeur, Gemmrigheim 1970
- Handbuch für den Unternehmer, Gemmrigheim 1971
- Die Praxis der Detachur, Gemmrigheim 1971
- Lexikon für den Textilreiniger, München 1972
- Kulturgeschichte der häuslichen Wäschepflege – Frauenarbeit und Haushaltstechnik im Spiegel der Jahrhunderte (ISBN 978-3-89904-248-1) 2006
- Französische Wäsche und deutsche Textilreinigung – Die Chronik der gewerblichen Textilpflege in organischen Lösemitteln (ISBN 978-3-89904-286-3) 2007
- Die technische Evolution der Dampfwäscherei – Eine Chronik der Gewerblichen Wäscherei und Textilen Mietdienste (ISBN 978-3-89904-291-7) 2007
- Kulturgeschichte der professionellen Textilpflege – Zweitausend Jahre textile Sauberkeit durch Waschen und Reinigen (ISBN 978-3-89904-314-3) 2008
- Textile Welt – Die Erfolgsgeschichte der Hohensteiner Institute (ISBN 978-3-9812485-0-0) 2008
- Kultur- und Industriegeschichte der Textilien (ISBN 978-3-9812485-3-1) 2009